# Roger II., kralj Sicilije
Roger II [ʀɔže'], normanski vojvoda, grof i prvi kralj Sicilije (Mileto, 22. prosinca 1095. – Palermo, 26. veljače 1154.). Grof Sicilije od 1101. godine, a 1128. od pape dobio u feud Apuliju. Okrunivši se u Palermu 1130., osnovao Kraljevstvo Sicilije.

## Životopis
Mlađi sin Rogera I. Naslijedio je 1105. brata Šimuna Hautevilleskoga kao grof Sicilije i vojvoda Kalabrije, a do 1112. vladao je pod regentstvom majke Adelaide. Nastavio je očevu politiku etničke i vjerske snošljivosti, učvršćenja unutarnjih prilika, gospodarskog uzdizanja te potpomaganja razvoja znanosti i umjetnosti na Siciliji. Nakon smrti apulijskoga vojvode Vilima II., unuka Roberta Guiscarda (1127.), zavladao je Apulijom unatoč otporu pape, Bizanta i Svetoga Rimskog Carstva. Na koncu mu je papa Honorije II. dao Apuliju u feud (1128.). Iskoristio raskol između pape Inocenta II. i protupape Anakleta II. Poduprijevši protupapu Anakleta II., dobio je od njega naslov kralja Sicilije (1130.). Ratovao je protiv pape Inocenta II. i cara Lotara III. Saksonca. Nakon poraza papa mu je priznao kraljevski naslov (1139.). Dvaput je napao Bizant (1147., 1149.), a zaposjeo je i obalu Tunisa i Tripolitanije (1147. – 1154.). Podupirao je znanosti i umjetnosti. Glasoviti arapski geograf El Idrizi posvetio mu je svoje glavno djelo Razonoda onima koji čeznu obići svijet. Od svojega je kraljevstva stvorio vodeću pomorsku silu na Sredozemlju. Za svoje vladavine uspijevao nadzirati područje srednjega Sredozemlja. Naslijedio ga je sin Vilim I.

## Supruge
- Elvira Kastiljska
- Sibila Burgundska
- Beatrica Rethelska